# Géographie de l'Algérie
L'Algérie est un pays constitué d'une multitude de reliefs. Le nord est sillonné d'ouest en est par une double barrière montagneuse (Atlas tellien et saharien) avec des chaînes telles que le Dahra, l'Ouarsenis, le Hodna, les chaines de Kabylie (le Djurdjura, les Babors et les Bibans) et l'Aurès. Le sol est couvert de nombreuses forêts au centre, vastes plaines à l'est et le Sahara qui représente à lui seul 84 % du territoire. La superficie du pays est la plus grande d'Afrique, avec 2 381 741 km2 .

## Situation

L'Algérie dans le monde

L’Algérie, après l'indépendance du Soudan du Sud en 2011, est devenue par sa superficie, le plus grand pays du pourtour méditerranéen, d'Afrique et du monde arabe. Dans sa partie sud, il comprend une part notable du Sahara.
| Indicateur                         | Valeur |
| Superficie                         | 2 381 741 km2 |
| Extrémités d’altitude              | −40 m chott Elmerhir à l'est Touggourt +2 918 m mont Tahat au Sud Tassili                                                                                               |
| Littoral                           | 2 148 km |
| Longueur des frontières terrestres | 6 343 km |
| Liste des frontières terrestres    | 1 559 km avec le Maroc 1 376 km avec le Mali 982 km avec la Libye 965 km avec la Tunisie 956 km avec le Niger 463 km avec la Mauritanie 42 km avec le Sahara occidental |
| Source : CIA World Factbook,.      | |

## Topographie

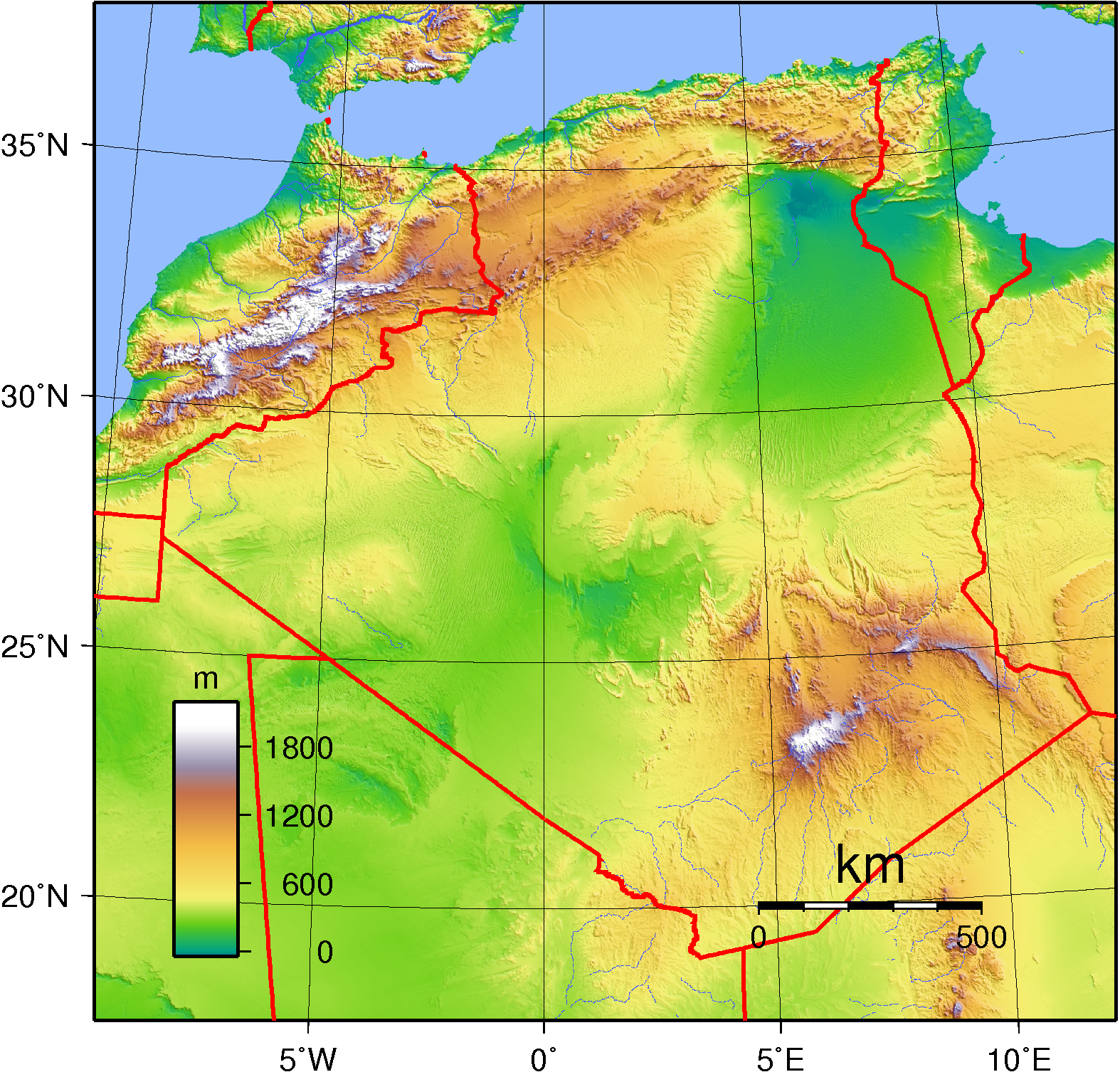
Carte topographique de l’Algérie

Au nord, l'Atlas tellien forme avec l'Atlas saharien, plus au sud, deux ensembles de reliefs parallèles se rapprochant en allant vers l’est, et entre lesquels s'intercalent de vastes plaines et les Hauts Plateaux. Les deux Atlas tendent à se confondre dans l'est de l'Algérie. Vers l'intérieur de l'est algérien, les vastes chaînes montagneuses des Aurès et de la Nememcha (wilaya de Tébessa) occupent la totalité de l'est algérien et elles sont délimitées par la frontière tunisienne. Les Aurès occupent une surface de 50 000 km2. Le point culminant est le mont Chélia à 2 328 mètres d'altitude. La terre y est fertile car elle n'a pas été cultivée avant pour des raisons historiques propres à la région et du manque de moyens.
La bande du Tell, large de 80 km à 190 km, s'étend sur près de 2 148 km de côte méditerranéenne. Elle est formée de chaînes de montagnes longeant le littoral de près (le Chenoua, les Babors, etc.) ou de loin (l'Ouarsenis, le Djurdjura, les Bibans, etc.) . Ces montagnes sont souvent séparées par des vallées, riches par leur flore et leur faune, abritant des cours d'eau comme la vallée du Chelif ou la vallée de la Soummam. Le mont Lalla-Khadîdja, en Kabylie où les montagnes sont recouvertes de neige en hiver, en est le point culminant et s'élève à 2 308 mètres d'altitude. Les plaines du Tell abritent avec les vallées adjacentes la grande majorité des terres fertiles du pays.
Entre les massifs de Tell et l'Atlas saharien, un grand ensemble de plaines et de Hauts Plateaux semi-arides sont creusés par de nombreuses étendues d'eau salée, les chotts, asséchées en fonction des saisons. Le point le plus bas d'Algérie, atteint au chott Melrhir, descend à –40 m. L'ensemble court depuis les frontières marocaines à l'ouest jusque dans la vallée du Hodna dont les monts relient parfois les Atlas tellien et saharien.
L’Atlas saharien, relie le Haut Atlas marocain jusqu'à la frontière tunisienne en passant, d'ouest en est, par les massifs du Ksour, Djebel Amour, des Ouled-Naïl, des Zibans et les monts du Hodna, qui rejoint la bande du Tell, et continue dans les Aurès culminant à plus de 2 300 m. Il est limité au sud par plusieurs oasis constituant ce qui est souvent appelé « La porte du désert ».
La partie saharienne qui couvre plus de 84 % de la superficie de l’Algérie soit environ 2 millions de km2, est constituée principalement de regs, d'ergs, d'oasis et de massif montagneux. Au nord du Sahara algérien, les deux grands ergs, occidental et oriental, séparés par des plateaux rocheux tels que la région du Mzab et bordés au sud par le plateau de Tademaït, constituent d'immenses mers de sable ponctuées d'oasis donnant parfois vie à d'importantes palmeraies. Au sud-ouest, s’étendent les ergs Iguidi et Chech, immensité de dunes sableuses linéaires largement espacées les unes des autres.
Plus au sud, au cœur du Sahara, le massif du Hoggar, dont le point culminant est le plus haut sommet de l'Algérie avec 2 918 mètres au mont Tahat, est constitué de roches volcaniques formant des pics, des « aiguilles volcaniques » et de hauts plateaux désertiques. À l'est du Hoggar, le Tassili n'Ajjer, haut plateau aride perché à plus de 1 000 mètres d'altitude, dresse des formations rocheuses fortement érodées émergeant des dunes de sable, donnant parfois au relief un aspect de paysage lunaire.

### Relief
L'Algérie est le premier pays d'Afrique par sa superficie. En fonction de la géologie et de la topographie, le pays se compose de quatre grandes unités structurales : le Tell, les Hauts Plateaux, l'Atlas Saharien et le Sahara et qui se succèdent du nord au sud:
- le Tell, est un ensemble constitué par une succession de massifs montagneux, côtiers et sublitoraux, et de plaines. Les plaines sont discontinues et de largeur variable (80 km à 190 km). Cette région abrite la grande majorité des terres agricoles du pays. L'Atlas tellien est une chaine de montagnes qui limitent ses plaines

- Les Hauts Plateaux, sont une zone steppique localisée entre l'Atlas Tellien au nord et l'Atlas Saharien au sud à des altitudes plus ou moins importantes de 900 à 1 200 m. Ils sont parsemés de dépressions salées, chotts ou sebkhas et ils sont séparés du Sahara par l'Atlas saharien.

- L'Atlas saharien, qui forme une succession de chaînes au caractère aride, s'étend d'est en ouest depuis le Maroc jusqu'en Tunisie. Il est formé de deux parties distinctes: à l'ouest et au centre l'Atlas Saharien proprement dit, qui culmine au Djebel Aïssa à 2 236 mètres d'altitude et à l'est l'Aurès, un massif aux hivers très froids et aux étés très chauds, dont le point le plus haut est le Djebel Chélia.

- Le Sahara algérien est un immense désert qui s'étend au sud de l'Atlas saharien. Il représente 84 % de la superficie du pays. Le Sahara se compose de plaines (regs et ergs) et de dépressions (sebkhas et gueltas). Deux vastes régions de sables, le Grand Erg occidental et le Grand Erg oriental constituent les principaux ensembles de reliefs dunaires du désert saharien. Au sud du Sahara s'étend le massif volcanique  du Hoggar, qui est une succession de hauts-plateaux désertiques, qui culminent à 2 908 m d'altitude au mont Tahat.

### Nord

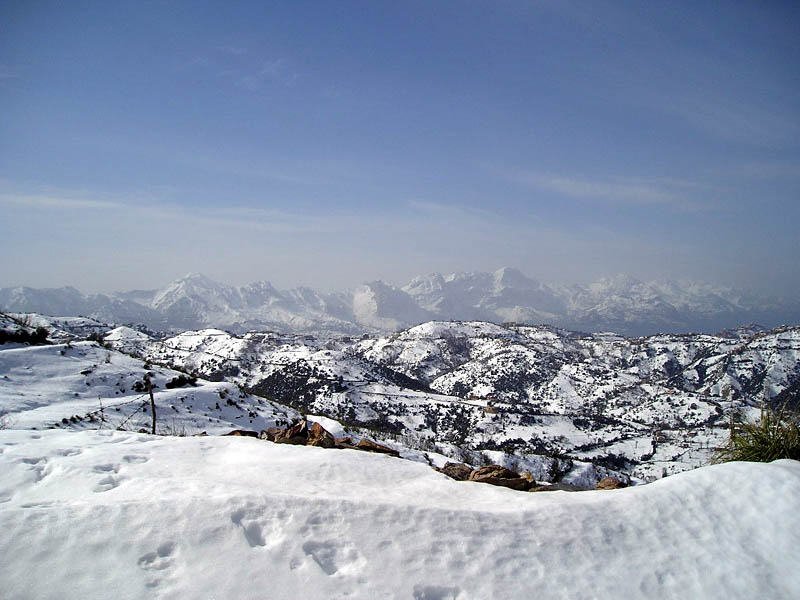
Montagnes enneigées de Kabylie

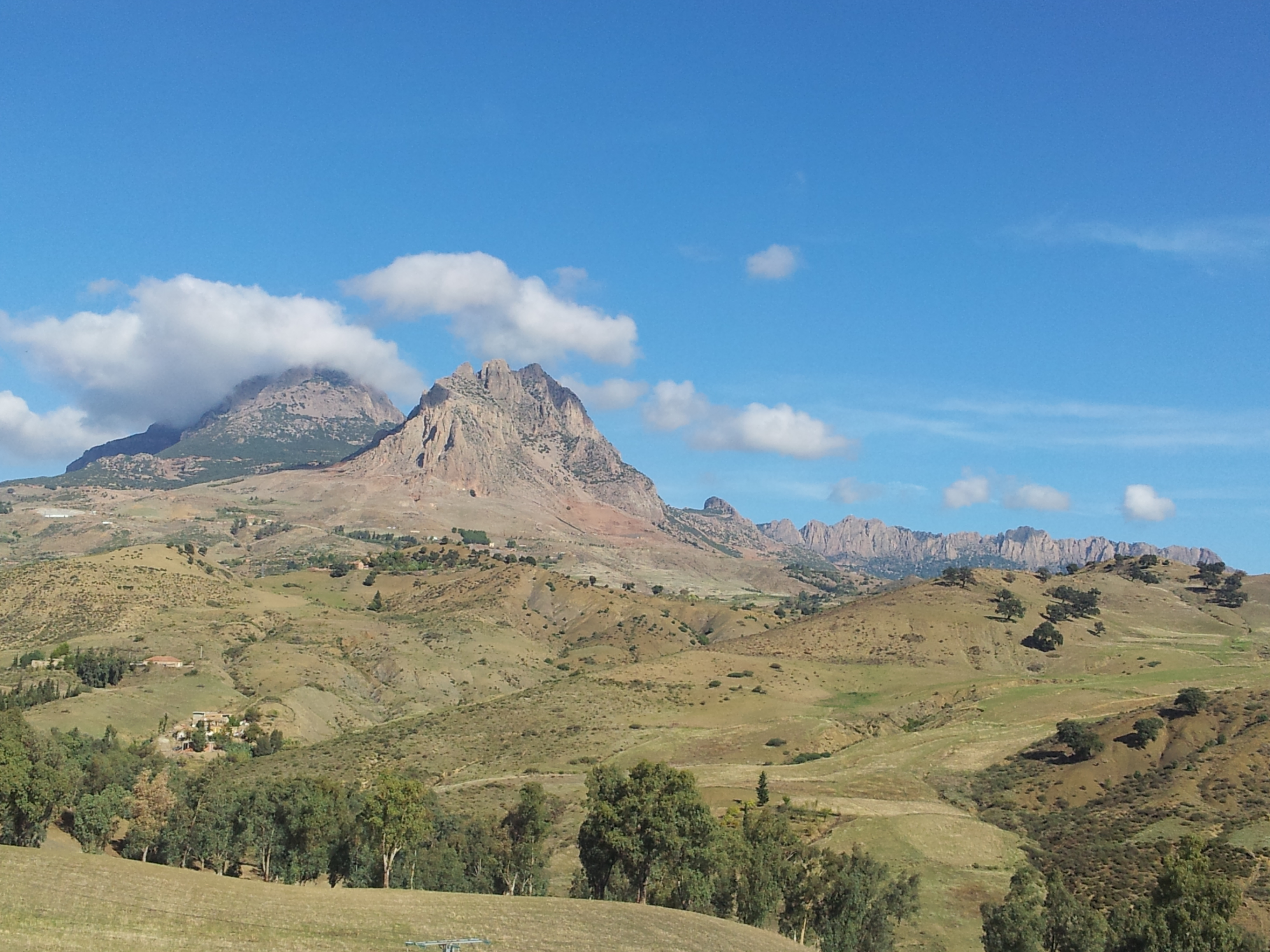
Massif de Ouarsenis (1985 m), près de la commune de Tamalehat dans la Wilaya de Tissemsilt

Au nord, l'Atlas tellien forme avec l'Atlas saharien, plus au sud, deux ensembles de relief parallèles se rapprochant en allant vers l’est, et entre lesquels s'intercalent de vastes plaines et hauts plateaux. Les deux Atlas tendent à se confondre dans l'est de l'Algérie. Vers l'intérieur de l'est algérien les vastes chaines montagneuses des (Aurès) et des Nemencha (wilaya de Tebessa) occupe la totalité de l'est algérien et elles sont délimitées par la frontière tunisienne. Les Aurès occupent une surface 50 000 km2. Le point culminant est le mont Chélia 2 328 mètres d'altitude.
La bande du Tell, large de 80 km à 190 km, s'étend sur près de 1 200 km de côte méditerranéenne. Elle est formée de chaînes de montagnes (l'Ouarsenis, le Chenoua, le Djurdjura, les Babors et les Bibans…) longeant le littoral et souvent séparées par des vallées, riches par leur flore et leur faune, abritant des cours d'eau comme la vallée du Chelif ou la vallée de la Soummam. Le mont Lalla-Khadîdja, en Kabylie où les montagnes sont recouvertes de neige en hiver, en est le point culminant et s'élève à 2 308 mètres d'altitude. Les plaines du Tell abritent avec les vallées adjacentes la grande majorité des terres fertiles du pays.

### Centre
Entre les massifs de Tell et l'Atlas saharien, un grand ensemble de plaines et de hauts plateaux semi-arides sont creusés par de nombreuses étendues d'eau salée, les chotts, asséchées en fonction des saisons. Le point le plus bas d'Algérie, atteint au Chott Melrhir, descend à –40 m. L'ensemble court depuis les frontières marocaines à l'ouest jusque dans la vallée du Hodna dont les monts relient parfois les Atlas tellien et saharien.
L'Atlas saharien, s'étend de la frontière marocaine jusqu'à la frontière tunisienne en passant, d'ouest en est, par les monts des Ksour, Djebel Amour, des Ouled Naïl, du Zab et les monts du Hodna, qui rejoint la bande du Tell, et continue dans les Aurès culminant à plus de 2 300 m et les monts de Tebessa. Il est limité au sud par plusieurs oasis constituant ce qui est souvent appelé La porte du désert.

### Sud

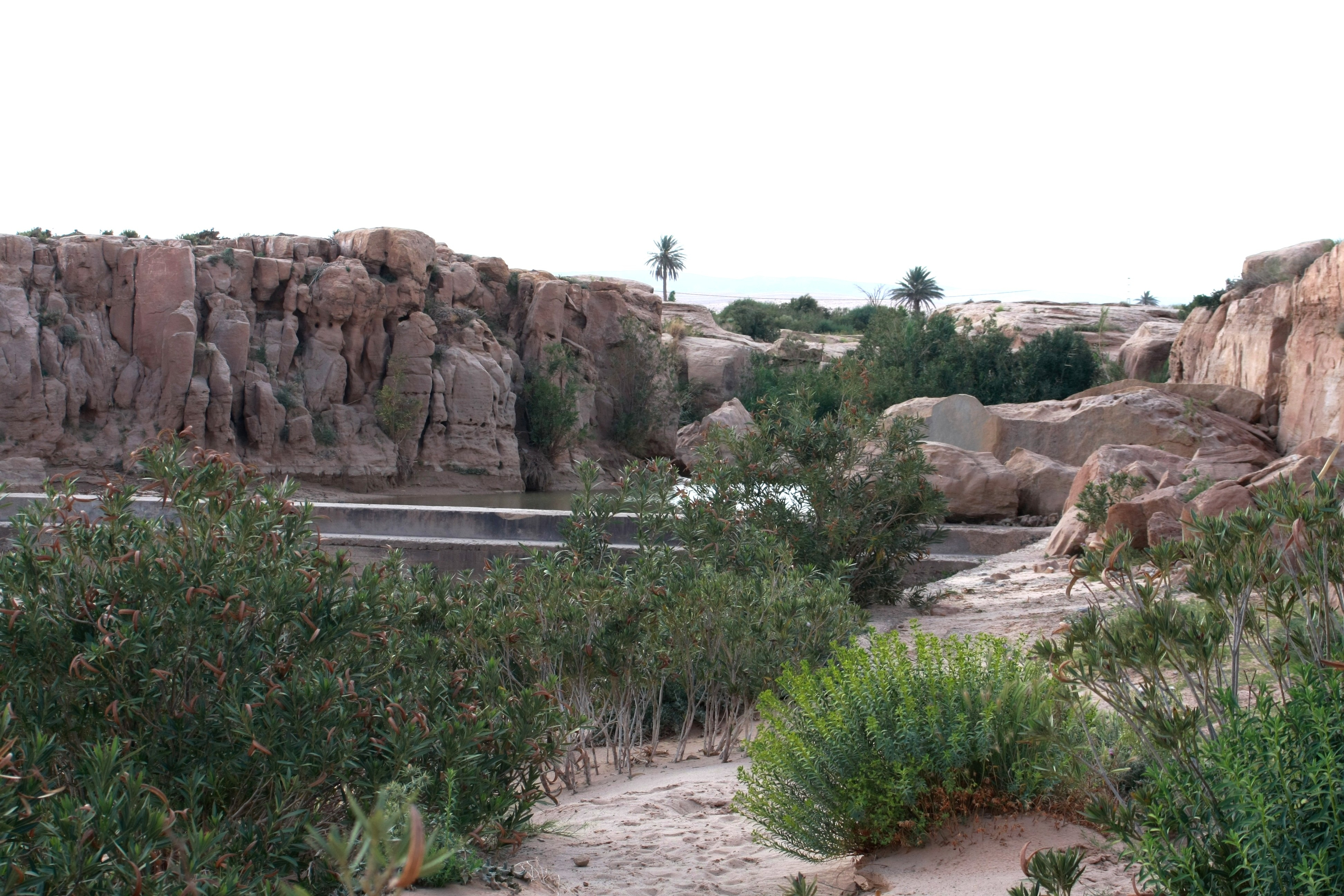
Oued Bakhdache (laghouat)

La partie saharienne qui couvre plus de 80 % de la superficie de l'Algérie soit environ 2 millions de km2, est constitué principalement de regs, d'ergs, d'oasis et de massif montagneux.

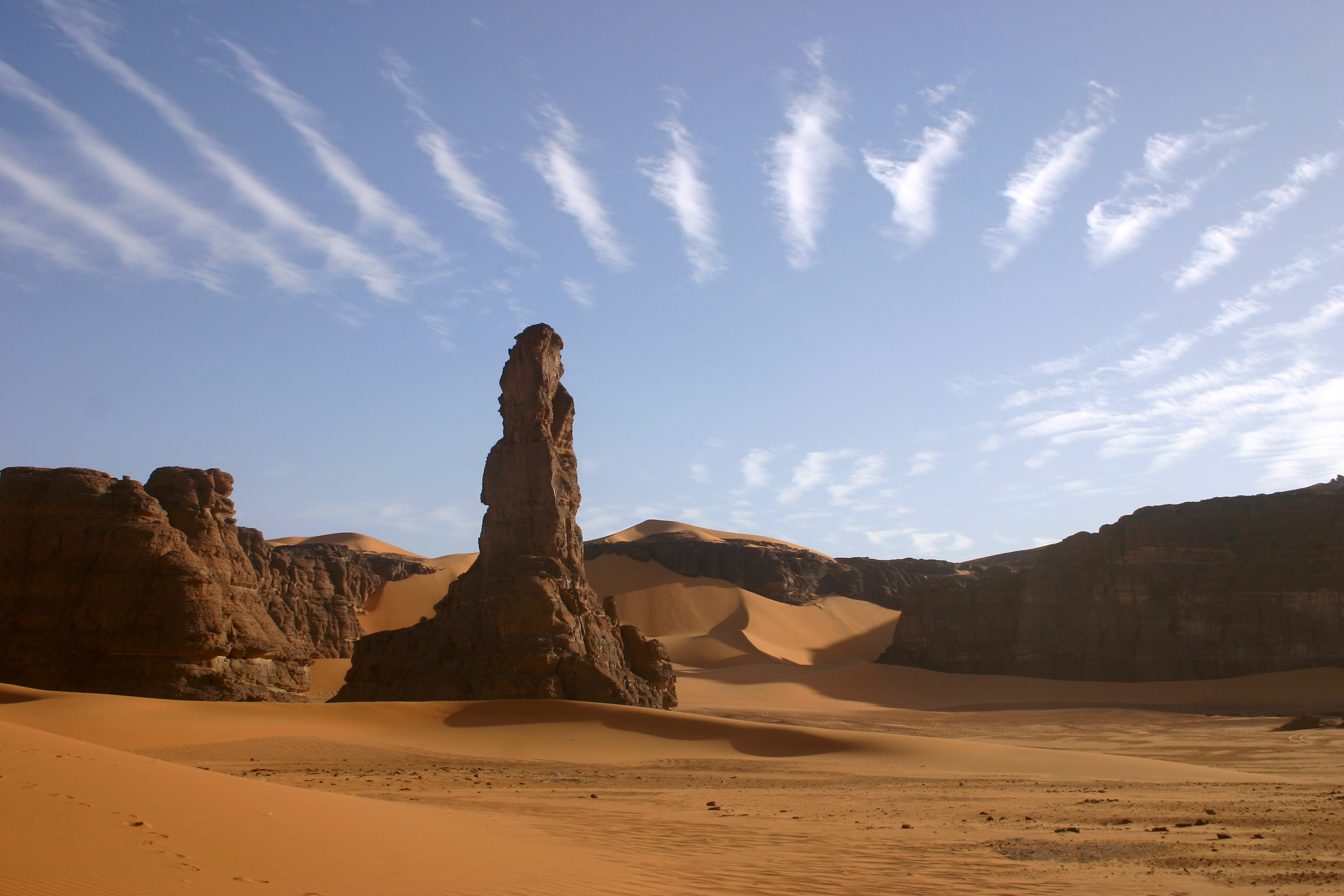
Cirque dunaire de Moul n'Aga, dans la Tadrart Rouge (Parc culturel du Tassili)

Au nord du Sahara algérien, les deux grands ergs, occidental et oriental, séparés par des plateaux rocheux telle que la région du Mzab et bordés au sud par le plateau de Tademaït, constituent d'immenses mers de sable ponctuées d'oasis donnant parfois vie à d'importantes palmerais. Au sud-ouest, s'étendent les ergs Iguidi et Chech, immensité de dunes sableuses linéaires largement espacées les unes des autres.

## Climat
| Mois                                | jan. | fév. | mars | avril | mai  | juin | jui. | août | sep. | oct. | nov. | déc. | année |
| ----------------------------------- | ---- | ---- | ---- | ----- | ---- | ---- | ---- | ---- | ---- | ---- | ---- | ---- | ----- |
| Température minimale moyenne (°C)   | 0,1  | 3    | 5    | 9     | 12   | 15   | 17   | 19   | 14   | 11   | 6    | −1,3 | 11,5  |
| Température maximale moyenne (°C)   | 12   | 13   | 16   | 18    | 23   | 26   | 27   | 29   | 26   | 23   | 16   | 10   | 17,2  |
| Record de froid (°C)                | −11  | −8   | −5   | 3,8   | 3,8  | 9,4  | 13,4 | 13,8 | 11,6 | 7,2  | −4   | −10  | −9    |
| Record de chaleur (°C)              | 24,4 | 30   | 28,8 | 37,2  | 38,8 | 41,6 | 41,1 | 47,2 | 44,4 | 37,7 | 31,1 | 24,4 | 47,2  |
| Précipitations (mm)                 | 112  | 84   | 74   | 41    | 46   | 15   | 1    | 5    | 41   | 79   | 130  | 137  | 764   |
| Nombre de jours avec précipitations | 12   | 8    | 5    | 6     | 3    | 3    | 2    | 2    | 3,2  | 2    | 10   | 14   |       |

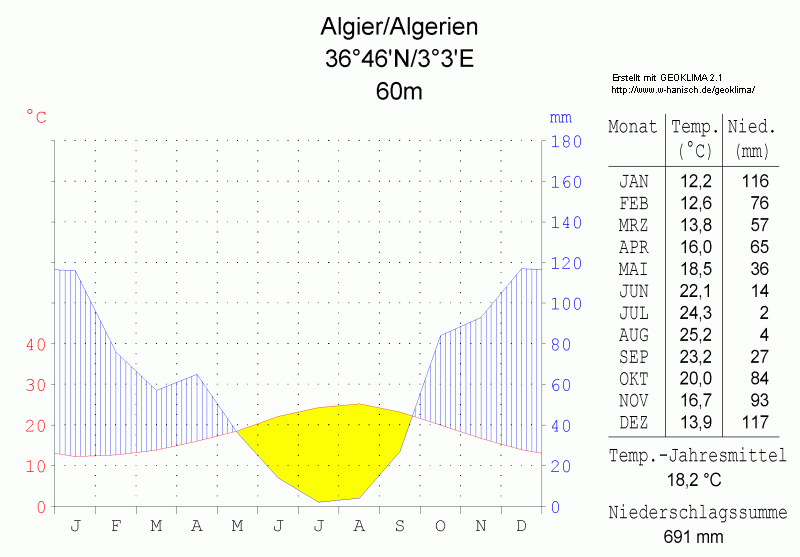
(température et précipitations de l'année)

Le centre de climatologie de l'Algérie est sous la responsabilité de l'Office national de météorologie.
Un climat méditerranéen couvre le Nord, tandis qu’un climat désertique règne sur le Sud. Durant l’été, le mois le plus chaud, à Alger, est août.
Au sud, le climat est sec. Le Sahara est une région très ventée et aride. Les amplitudes thermiques sont généralement considérables à cause des variations de températures et aussi extrêmement élevées pendant le jour et très basses durant la nuit.
En Algérie, le temps est généralement ensoleillé, il avoisine 3 650 heures de soleil par année.

### Températures

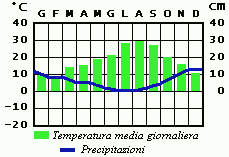
Diagramme des températures au nord

Les températures sont variables entre le jour et la nuit dans le Sahara au Sud. Le thermomètre indique des variables entre 40 °C le jour et 5 °C la nuit. Par contre, le Nord a un climat méditerranéen. En été, les températures sont élevées. Les températures moyennes estivales et hivernales se situent entre 25 °C et 11 °C.
Au nord, dans les villes côtières, les températures hivernales varient entre 8 °C et 15 °C. Elles grimpent à 25 °C au mois de mai pour atteindre une moyenne de 28 °C à 30 °C en juillet et août (28 °C à Skikda, 29,5 °C à Alger). Toujours au Nord, dans les montagnes de Kabylie, la température avoisine les 3 °C voire −7 °C en hiver. La neige y est fréquente en hiver. La région de la Kabylie comporte plusieurs zones climatiques. Le littoral et la Kabylie maritime sont de climat méditerranéen. L'hiver y est plutôt doux comparé au reste de la région, avec une température de 15 °C en moyenne. La période estivale, rafraîchie par les vents marins, présente une température moyenne de 35 °C environ. Sur les hauteurs le climat est beaucoup plus rude, avec parfois des températures au-dessous de zéro et une neige abondante l'hiver ; et des étés très chauds, très secs, notamment vers le sud où la pluviométrie est moindre. Cependant dans les parties les plus hautes la température estivale est modérée par l'altitude.
Sur les plateaux et dans les vallées intérieures, l'hiver est sensiblement identique à celui des hauteurs. Mais en été, du fait de l'enclavement et de l'exposition aux vents du sud, les températures sont particulièrement élevées : c'est le cas à Medjana, sur les Hauts-Plateaux, comme à Akbou, dans la vallée de la Soummam, couloir idéal pour le passage du sirocco. Dans la ville de Tizi Ouzou la température peut atteindre les 46 °C quand elle est de 35 °C à Dellys.
Au centre et à l'ouest, dans les Hauts-plateaux de la région de Djelfa, la température estivale varie de 30 °C à 38 °C.
Dans l'est, la zone des Aurès, les hivers sont très froids, la température atteint parfois les −18 °C sans facteur humidex. Les étés sont très chauds. Le baromètre affiche parfois 50 °C à l'ombre. Les variations de température sont très importantes dans cette région du monde. La température estivale varie de 30 °C à 38 °C.
Le nord ouest, comme Oran, Tlemcen, Mostaganem, etc., bénéficie d'un climat méditerranéen classique marqué par une sécheresse estivale, des hivers doux, un ciel lumineux et dégagé.
Quant au sud, dans le Sahara, la température est de 15 à 28 °C en hiver, pour atteindre 40 à 45 °C, voire plus en été.

### Précipitations

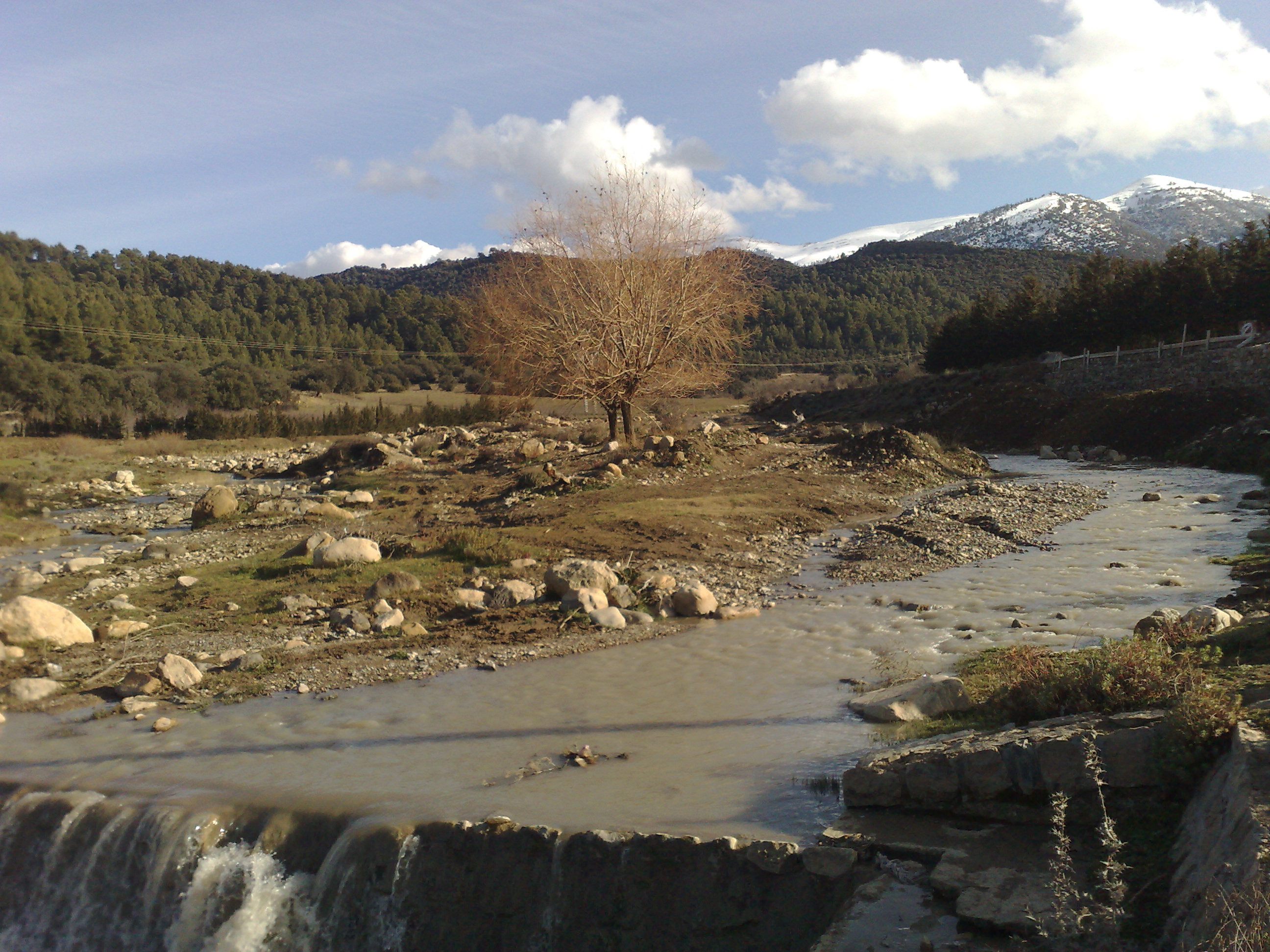
La forêt de Bouhmama (Chélia), Aurès

Le Tell, au nord du pays, possède un climat méditerranéen, les étés sont chauds et secs et les hivers sont doux et pluvieux et parfois enneigé. Cette zone est la plus humide d'Algérie, elle est caractérisée par des précipitations annuelles qui varient entre 400 et 1 000 mm d'eau.
La Kabylie bénéficie d'une pluviométrie relativement abondante qui a facilité le développement d'une agriculture typique. En Grande Kabylie, les régions intérieures sont plus arrosées en raison de l'ascension et de la décompression des vents humides : ainsi à Larbaâ Nath Irathen, la pluviométrie est de 1 059 mm contre 833 mm à Tizi Ouzou.
Une ligne de crête qui traverse la région en joignant l'Atlas blidéen, le Djurdjura, les Babors, le massif de Collo et l'Edough, sépare une zone nord très pluvieuse (plus de 800 mm de précipitations par an) et une zone sud moins arrosée. Cette différence de pluviosité aurait eu pour conséquence une végétation naturelle plus ou moins dense : aux versants nord, initialement couverts d'une forêt peu hospitalière, devenus plus tard terres de vergers, s'opposeraient ainsi des versants sud plus facilement et sans doute plus précocement peuplés, car plus immédiatement propices à la culture et à l'élevage. Ce facteur introduit un élément supplémentaire de distinction entre Grande Kabylie et Petite Kabylie. En effet la première, si l'on en exclut le versant sud du Djurdjura (comme le fait d'ailleurs le tracé de l'actuelle wilaya de Tizi-Ouzou), se trouve entièrement en zone de forte pluviosité. Au contraire, en Petite Kabylie les orientations combinées du littoral et du relief ne laissent que peu de profondeur aux versants nord. Elles font plus de place aux zones moins humides, comme le Guergour et le Ferdjioua qui s'étendent entre Babors et Hauts-Plateaux.
Dans les Aurès, la quantité de pluie indique 100 mm de moyenne annuelle. Cependant, des pluies diluviennes sont constatées dans les Aurès. Les dégâts causés par des crues peuvent être considérables surtout dans la Wilaya de Batna.
Au nord ouest de l'Algérie, pendant les mois d'été, les précipitations deviennent rares voire inexistantes, et le ciel est lumineux et dégagé. L'anticyclone subtropical recouvre la région Oranaise pendant près de quatre mois. En revanche la région est bien arrosée pendant l'hiver. Les faibles précipitations (294 mm de pluie) et leur fréquence 72,9 jours par an) sont aussi caractéristiques de ce climat.
Les régions du Sahara sont caractérisées par un climat aride et sec. Au nord, la quantité de pluie indique 100 mm de moyenne annuelle et au sud, elle est de 20 mm. Dans les régions côtières, la moyenne annuelle est 200 mm. Cependant, des pluies diluviennes sont constatées en Algérie dans plusieurs villes. Les dégâts sont considérables. En 2008, la ville de Ghardaïa, qui fait partie du patrimoine mondial, a été inondée par une grande quantité de pluie diluvienne.
Les précipitations annuelles enregistrées  dans les Hauts-Plateaux et dans l'Atlas saharien ne dépassent pas la quantité 200 à 400 mm de pluie. Mais, la hauteur des pluies annuelles est souvent inférieure à (130 mm dans l'ensemble du Sahara algérien.

### Vent
Les vents sont très variables au Nord et au Sud. Les forces éoliennes ne dépassent pas les 120 km/h. Au Sud, ils déplacent chaque année entre 60 et 200 millions de tonnes de poussières dans l'air. Ils soulèvent de (10 à 20 millions de tonnes de sable. En été, le Sirocco, un vent très sec et très chaud (dit le Chehili ou chili), se dirige  du sud vers le nord.

## Séismes et risque sismique

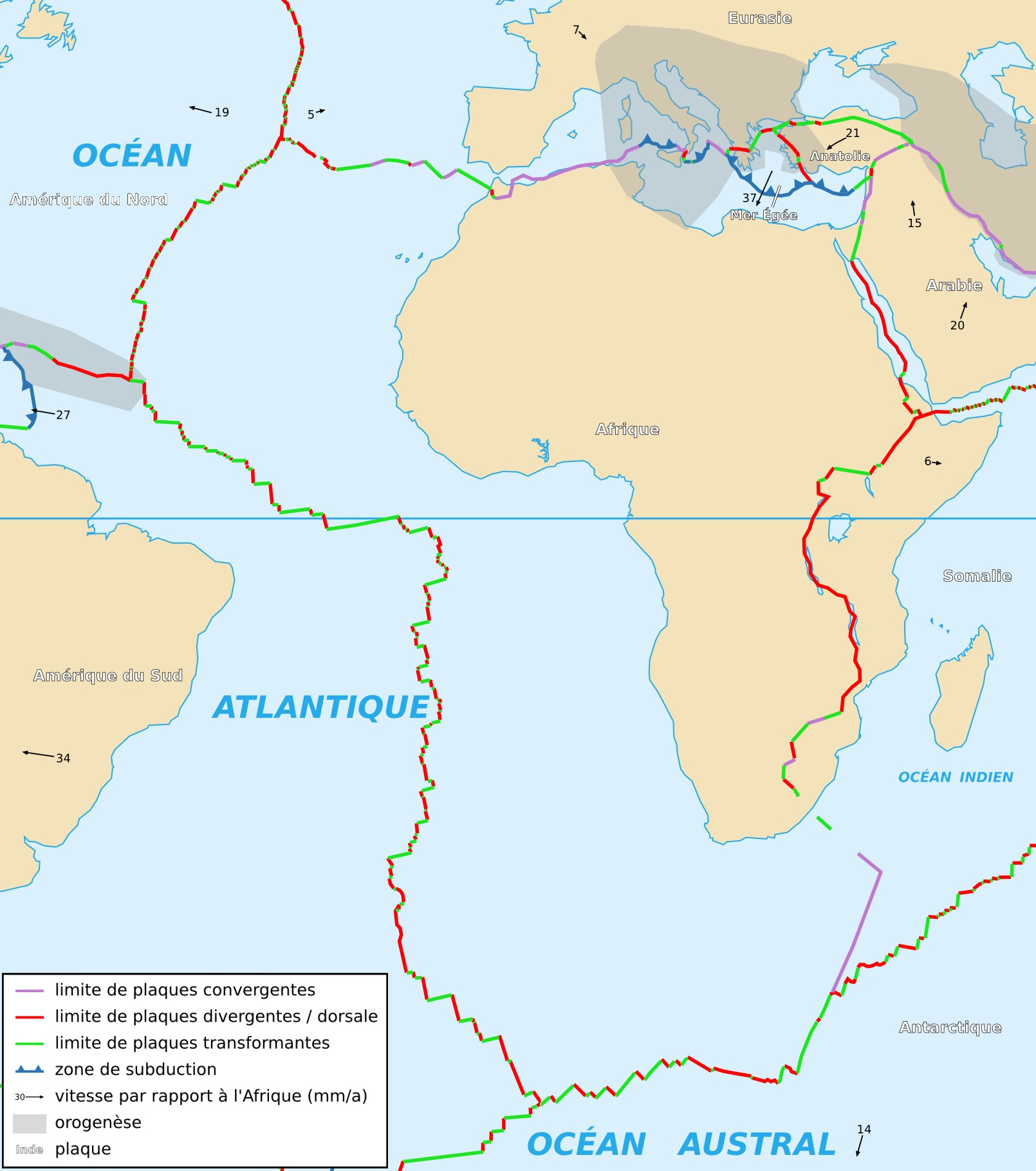
La faille entre les plaques tectoniques africaine et eurasienne passe par tout le littoral algérien

### Activités sismiques
Toute la côte nord de l'Algérie se trouve dans une zone tectonique des plus propices aux tremblements de terre. Cette zone est classée parmi les zones les plus actives sismologiquement parlant. En octobre 1980, un grand séisme dévaste Al Asnam (Chlef actuellement), ce tremblement de terre fait 3 000 morts, et détruit 80 % de la ville de Chlef, et cause des dégâts estimés à 10 milliards de dinars algériens. Ensuite, en mai 2003, un second terrible séisme fait plus de 2000 morts et plusieurs milliers de blessés et de sans-abri à Boumerdès, ce séisme à lui fait 1 400 victimes dans la wilaya de Boumerdès, et à cause des dégâts estimés à 5 milliards de dollars américains. « La côte nord de l'Algérie est traversée par une limite de plaques lithosphériques continentales convergentes: la plaque eurasienne, au nord, chevauche la plaque africaine au sud. C'est dans cette faille de chevauchement que se déclenchent les séismes de la région ».
L'Algérie est divisée en deux plaques tectoniques séparées par la faille sud-atlasique. Au Nord se trouve la tectonique alpine et au Sud, la plate-forme saharienne, qui est assez stable.

### Volcan
Le massif du Hoggar au sud de l’Algérie est constituée de trois Champs volcaniques :
- le champ volcanique de Tahalra sur une superficie de 1 800 km2, se situe à une cinquantaine de kilomètres à l’ouest de Tamanrasset.
- le champ volcanique de l’Atakor sur une superficie de 2 150 km2, se situe à une trentaine de kilomètres au nord de Tamanrasset.
- le champ volcanique de Manzaz sur une superficie de 1 500 km2, se situe à 127 km au nord de Tamanrasset.

## Hydrographie

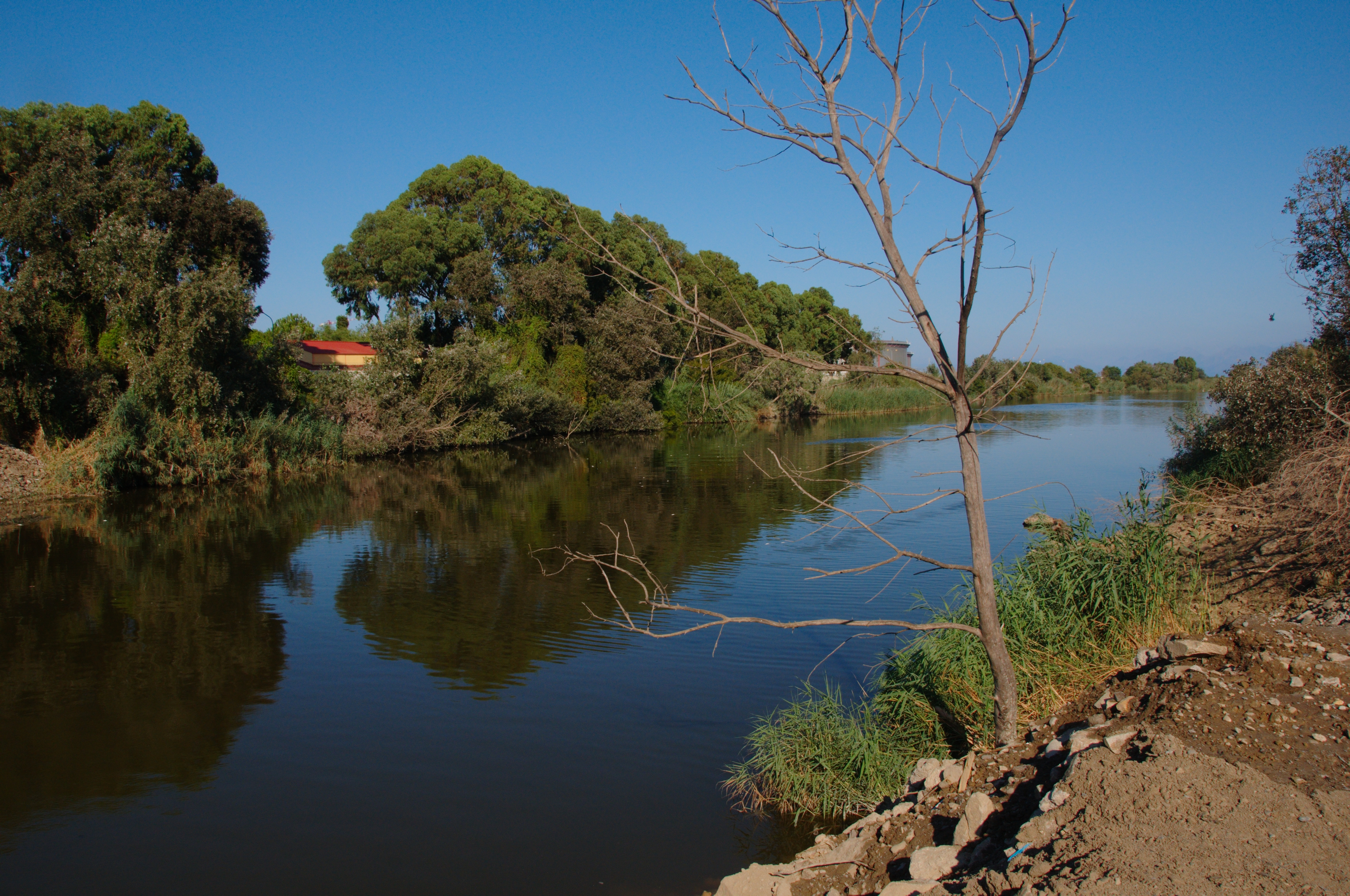
Soummam

Il existe quelques cours d'eau côtiers ou au centre ou à l'est comme la Soummam, Medjerda, Rhummel, Sebaou, Aïn El Hammam, Hamiz, Macta, Mazafran, etc. Cependant le Chelif ou Chéliff  reste le plus long fleuve d'Algérie et sa longueur est de 725 km. Ce fleuve est situé au nord-ouest de l’Algérie, il prend sa source dans l’Atlas tellien et se jette dans la Méditerranée. Il débite, dans les périodes de crues, 1 500 m3/s.
Au sud de la région du Tell, les cours  d'eau  ne sont pas permanents. Il existe de nombreux lacs dans les régions désertiques, mais ce sont des lacs temporaires et salés pour la majorité comme Chott ech Chergui et Chott el Hodna. Les cours d'eau du Tell se déversent dans la Méditerranée. Mais, ceux qui descendent vers l'Atlas saharien font partie de la plus grande réserve d'eau au monde. Ils forment une nappe phréatique dite la nappe de l'Albien, elle est enfouie sous le sable du désert algérien et elle a une superficie de 900 000 km2. Elle longe presque tout le Sahara algérien ce qui rendra facile l'accès à l'eau pour les cinq pays voisins de l'Algérie d'ici quelques années. Adrar a de grandes réserves hydriques constituées de la nappe du continental intercalaire.

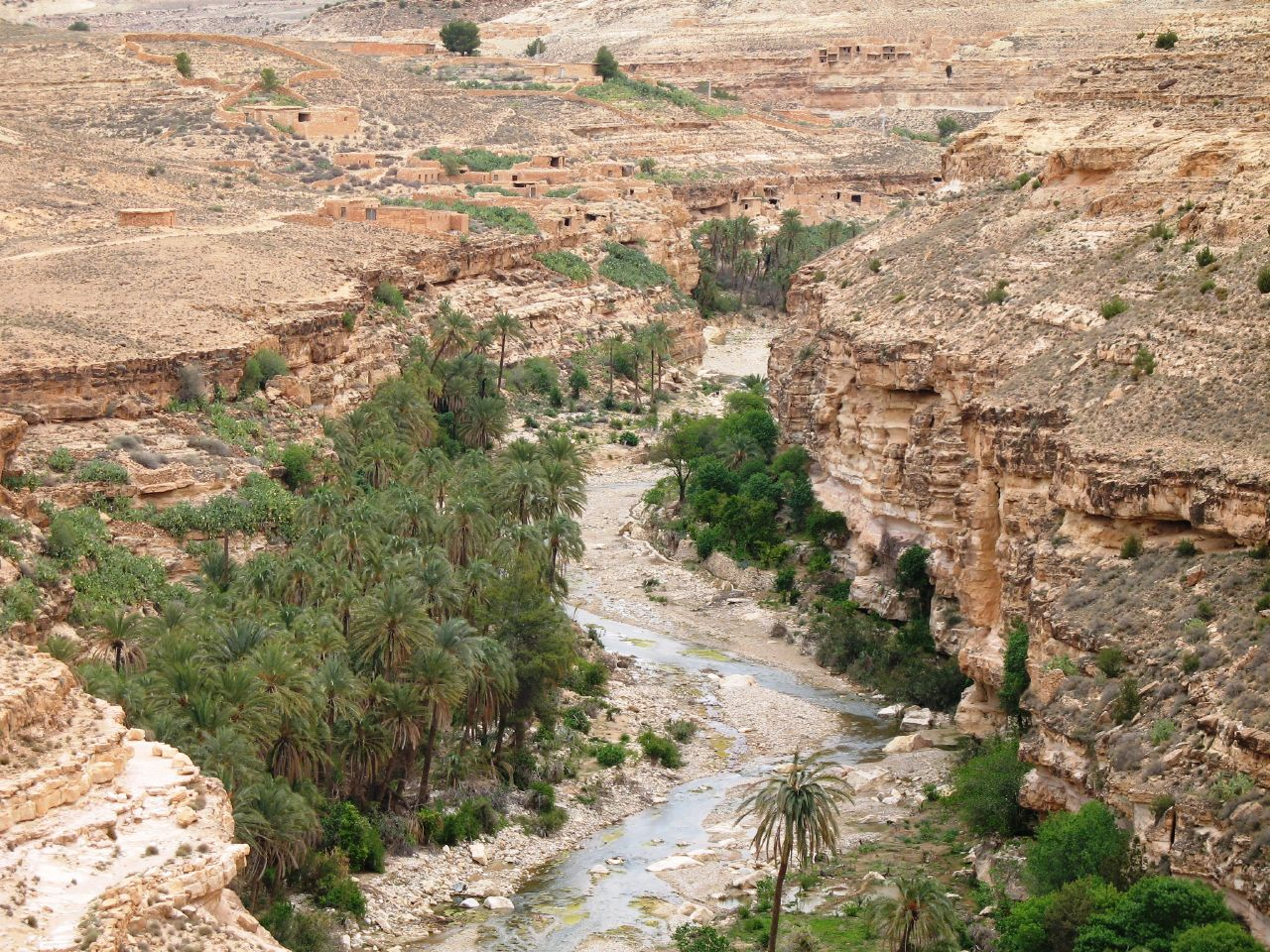
Oued Abiod

Les oasis, qui font partie du réseau hydrique du pays, sont plusieurs comme Djanet, Ghardaïa, Ouargla, Oued Righ, Tabelbala, Tamanghasset, Timimoun, Touggourt, Tolga, Filiach, Zaatcha, etc. L'oasis de Tolga et le Ziban sont alimentés par les réseaux souterrains des Aurès. Enfin, Igharghar contient aussi une grande quantité d'eau sous terre, elle alimente une grande partie des palmeraies du sud et oued R'hir. Des forages importants de la nappe phréatique seront réalisés pour apporter plus d'eau dans les régions arides de l'Algérie.
Dans les Aurès et l'est, les rivières importantes d'eau sont oued Abiod, oued Abdi, oued el Ahmer, oued Taga, marais de Medracen, marais de Draâ Boultif, Chott Djendli, Chott Tincilt, oued El Madher, Rhummel à Constantine, etc. Les oasis dans les Aurès sont El Kantara et Ghoufi.
La région possède aussi des sources thermales comme la Fontaine chaude Hammam Essalihine de Khenchela, Hammam el Knif, source de Batna (Kasrou), source de Biskra, source de Guelma (hamam Maskhoutine), oued Charef dans la Wilaya de Souk Ahras, etc.
Au nord-est, Seybouse est une rivière formée près de Guelma par l’oued Cheref et l’oued Zenati, son bassin est le plus étendu d’Algérie, et ses terres sont des plus fertiles, il rejoint la Méditerranée près d'Annaba.
En Kabylie et le centre, Chabet el akhra, gorges de Palestro, Chiffa, Soummam, etc., sont alimentés par le Chéliff.

### Barrages hydriques

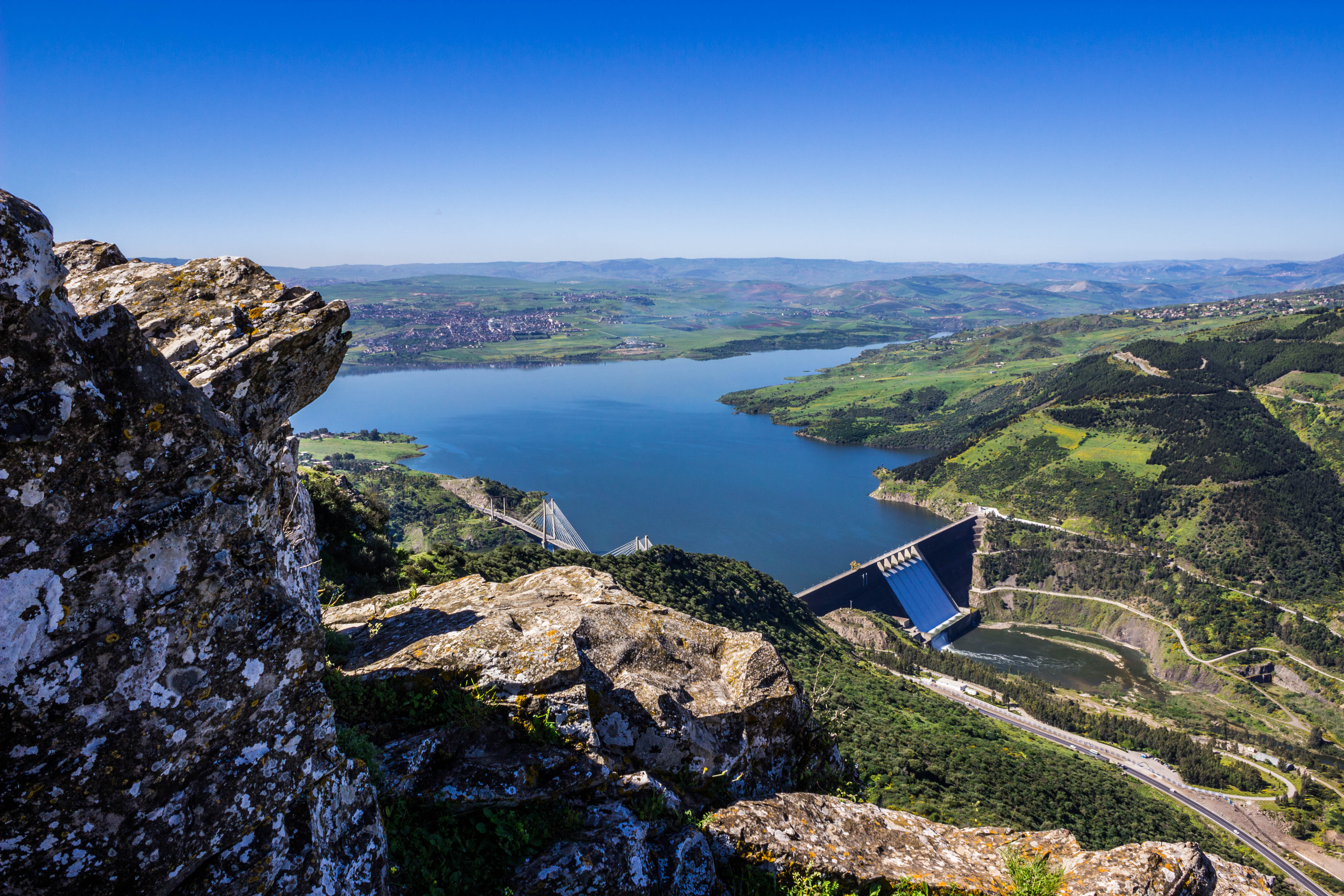
Vue du barrage de Beni Haroun dans la wilaya de Mila, le plus grand barrage d'Algérie

Selon le ministère des Ressources en eau : « l’Algérie compte 50 barrages en exploitation, 11 sont en cours de réalisation et 50 autres barrages à l’étude ». Ces derniers devraient être réalisés avant 2020.
L'Algérie doit rattraper le retard constaté. Le pays perd 50 % d'eau dans les fuites. Le dessalement est favorisé par l'État. En effet, le gouvernement a installé quelques stations de dessalement à Alger et Tipasa. Plusieurs  centres importants, comme à Arzew qui fournit 90 000 m3 ou le centre de Beni Saf, ont amélioré la situation du manque d'eau dans certaines villes.
Les barrages en Algérie sont Hamiz, situé à 35 kilomètres d'Alger ; Beni Haroun dans la wilaya de Mila ; barrage de Timgad ; Taksebt ; Tichy-haf ; Tilesdit ; Koudiat Acerdoune ; barrage Ourkis ; Ighil Emda ; etc.
À l'ouest, de nombreux barrages alimentent les villes comme Beni Bahdel, Guergar, Merdja Sidi Abed, Sikkak Bekkhedda, Dahmouni, Bentaïba, Ghrib, Bougara, barrage de Sidi M’Hamed Bénaouda, etc.. Il existe aussi des stations d'épuration d'eau comme à El Kerma.

## Faune et flore

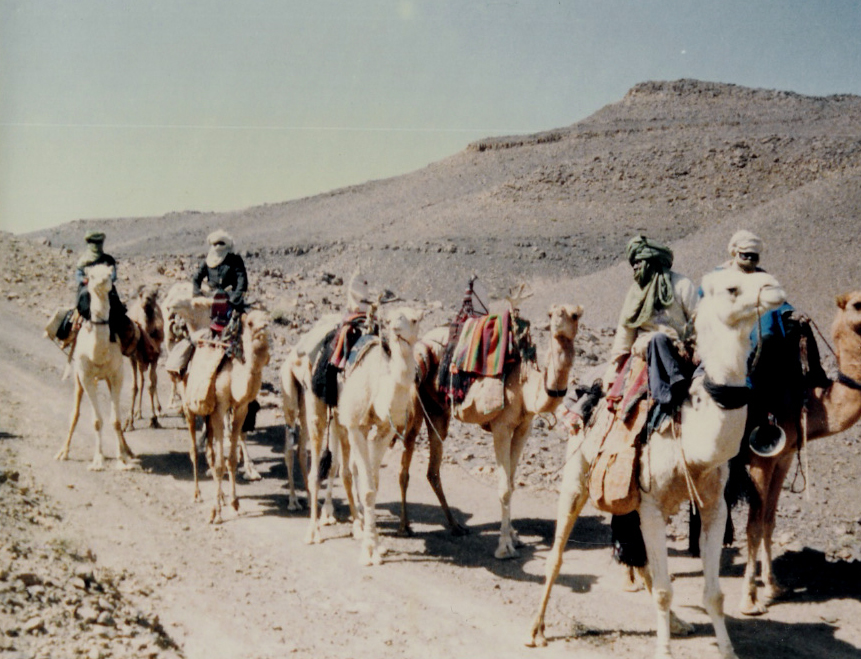
Dromadaires en déplacement

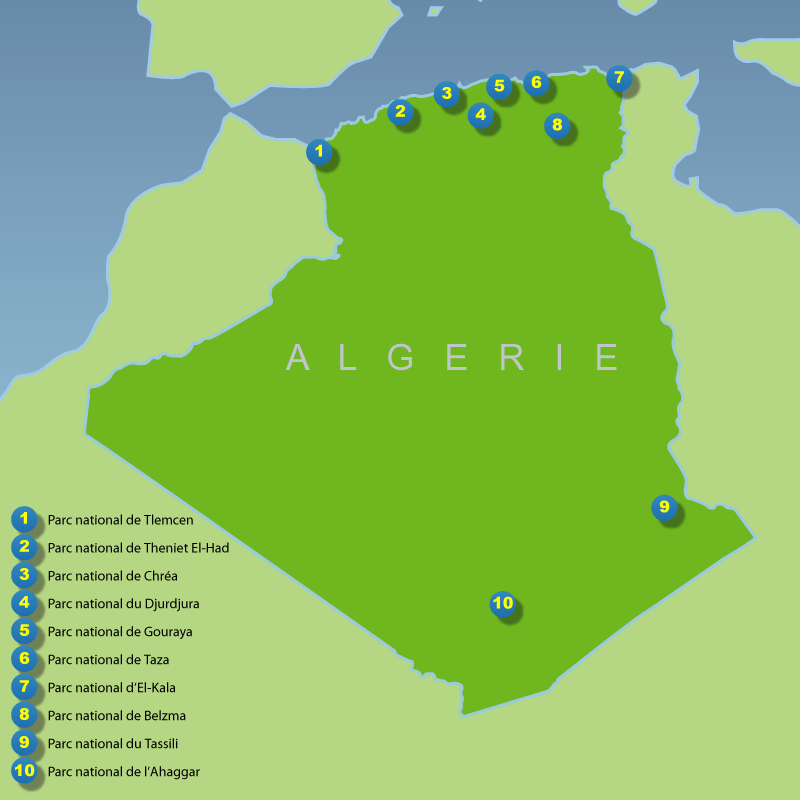
Cartographie des parcs

Il y a plusieurs parcs protégés en Algérie dont Chréa, Parc national de Belzma, Parc national de l’Ahaggar, Parc national de Chréa, Parc culturel du Tassili, Parc national de Gouraya, Parc national du Djurdjura, la réserve naturelle du lac des oiseaux d'El Taref, etc. Aussi, le pays dispose d’énormes variétés animales et végétales.
L'espèce végétale est formée de plusieurs catégories dont 314 genres assez rares, 30 rares, 330 très rares et 600 endémiques, dont 64 se trouvent au Sahara. En tout, 226 espèces sont menacées d’extinction.
L’Algérie compte 107 espèces de mammifères dont 47 sont protégées et 30 menacées de disparition.
Elle dénombre aussi 336 oiseaux dont 107 sont protégés.
Le Sud algérien abrite une faune composée pour l'essentiel de fennecs, gazelles, gerboises, chats des sables, guépards, porcs-épics et lézards. Sur les hauteurs, dans les escarpements du Hoggar, on peut retrouver le mouflon à manchette. Au nord du pays, les campagnes sont peuplées de hyènes rayées, de renards, de belettes, de chats sauvages, de lièvres, de chacals et de sangliers. Le singe macaque préfère quant à lui les zones forestières. En hiver, l'Algérie devient la terre d'accueil de certains oiseaux migrateurs européens, dont les cigognes. Enfin, les animaux que l'on croise le plus souvent en Algérie sont le dromadaire, localement appelé baâir ou maheri, le mouton, la chèvre et le cheval.
Il existe au sud un poisson de sable dont le nom est Cherchmana, il vit au Sahara.

## Géographie économique

### Ressources naturelles et gisements

Carte des bassins producteurs en Algérie

Les principaux gisements en Algérie sont parmi les plus importants dans le monde. Ils sont généralement localisés dans le Sud. Selon Sonatrach, les 67 % de réserves en hydrocarbures sont situées dans les régions de Oued Mya et de Hassi Messaoud. Gaz à Hassi R'mel et le pétrole à Hassi Messaoud (huile). Illizi contient 14 % des réserves. Enfin, Rhourde Nouss  renferme 9 % et Ahnet Timimoun 4 % et  Berkine. Les sites exploités pour pomper l'huile ou pour rechercher les hydrocarbures, actuellement, en Algérie, sont: Hassi Messaoud, Ain Amenas, Hassi R’mel, Stah, Rourde Nouss, Tin Fouyé Tabankort, Gassi Touil, Ohanet, Haoud Berkaoui, Hassi Berkine, Ourhoud, Mensel Lejmet Nord et satellites, Rhourde Ouled Djemaa, Touat, El Gassi, Ain Salah, Rhourde El Baguel.
Une quantité de gaz a été localisée dans les régions de Tabankort, de Béchar, de Timimoun et de Reggane en 2009.
L'activité minière en Algérie est très diversifiées, on observe plus d'une trentaine de substances qui sont exploités parmi elles : fer, sel, zinc, plomb, baryte, marbre, or, tungstène, diamant, terres rares, métaux rares et pierres précieuses et semi-précieuses. Le fer se trouve à Ghare Djébilet et à Mecheri Abdlaziz à l'est de Tindouf (35 milliards de tonnes à 57 % de Fe), Ouenza et Boukhadra, Djsbel Hanini à Sétif. Au Hoggar, il y a 730 000 tonnes d'or au gisement Tirek. Amessmessa contient 3,34 millions de tonnes (18 g/t). Enfin, deux autres gisements sont à Tiririne et à In Abgui. Le baryte représente 40 000 tonnes ; le plomb-zinc est exploité au nord du pays et le potentiel est de 150 millions de tonnes. La bentonite se situe dans les régions de l'ouest à Maghnia et Mostaganem. L'Algérie a une grande quantité de sel soit en gemme (un milliard de tonnes) ou lagunaire dans les chotts et à l'est. Le gisement de phosphate se trouve à Tebessa (Djabel Onk), il renferme 2 millions de tonnes. L'uranium est localisé au Hoggar.
Le pays recèle plusieurs gisements aussi notamment de gypse, de calcaire, de sable, d’argile, de dolomie, des carrières d’agrégats, des gîtes pour la fabrication de ciments, etc.

### Pêche
La côte algérienne est divisée en quatorze wilayas maritimes. Chaque wilaya renferme un certain nombre de ports, d’abris de pêche et de plages d’échouage.
64 sites de débarquements longent la côte algérienne: 32 ports ; 23 plages d’échouage ; 4 sites d’abris aménagés ; 5 sites d’abris naturels. Les espèces halieutiques les plus consommées sont: poissons démersaux, petits pélagiques, grands pélagiques, requins et squales, crustacés et mollusques.
L'Algérie pêche presque 230 000 tonnes par an, selon le ministère de la Pêche et des Ressources halieutiques.
Le corail est réglementé en Algérie, il se trouve dans la côte est, El Kala dans la Wilaya d'El-Tarf.

### Agriculture

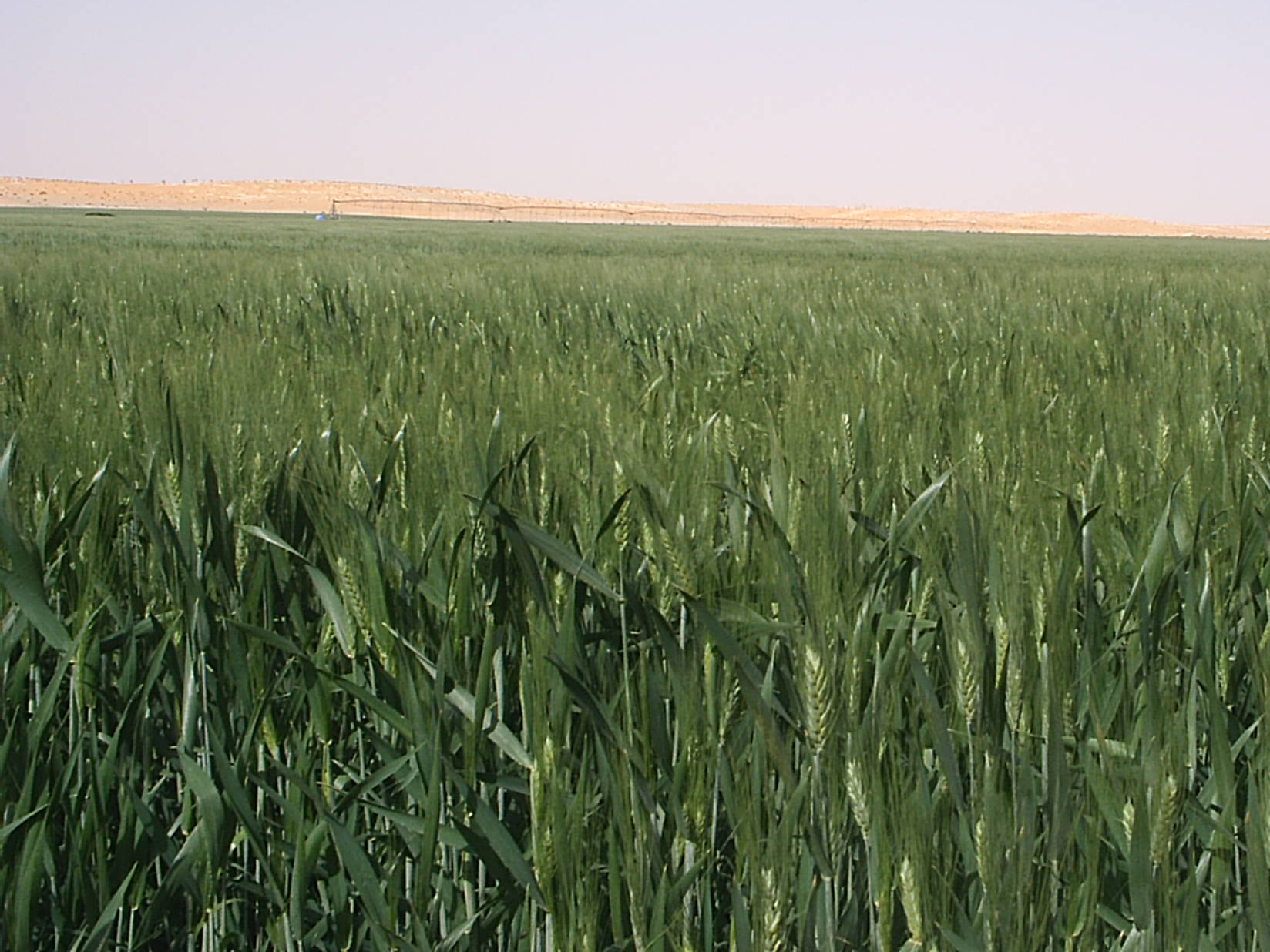
Champ d'agriculture à Adrar

Selon, le ministère de l’Agriculture et du Développement rural, la part de la valeur ajoutée agricole dans le PIB est de 10,1 %. Les surfaces irriguées représentent 835 197 ha en 2006. Plusieurs arbres furent plantés afin de ralentir l’avancée du désert comme le barrage vert. La superficie totale de forêts ravagées par le feu pendant l’année 2006 a été estimée à 16 916 ha.
Près  de 900 millions de m3 d’eaux de crues sont destinés à l’irrigation par épandage de 498 000 ha pour la production fourragère. Le potentiel de production arboricole et viticole compte prés d’un million d’hectares en 2006. Les superficies récoltées en toutes espèces confondues est de 2 671 140 ha, le blé dur représente 1 162 882 ha, le blé tendre 620 945 ha, l'orge 812 280 ha et l'avoine 75 035 ha. La culture fourragère totalise 788 542 ha. Les légumes secs sont étalés sur 66 866 ha et la culture de pommes de terre est de 58 632 ha.
Les superficies des cultures maraîchères représente 372 096 ha. Les cultures industrielles dont les tomates, le tabac et les arachides forment 10 569 ha. L'arboriculture fruitière à noyaux et pépins est de 280 387 ha et les agrumes utilisent 57 064 ha. Les deux entreprises Ifri ou N'Gaous produisent du jus à partir de la récolte. La viticulture renferme 97 063 ha et l'ONCV s'occupe de la fabrication du vin à partir des vignobles. L’oléiculture englobe 263 352 ha, la région la plus connue est la Kabylie pour l'olivier et l'huile d'olive. La phoeniciculture est basée essentiellement au Sud. Le nombre de palmiers dattiers  est estimé à 17,1 millions. Chaque palmier produit entre 45 et 51 kg de dattes.
L’élevage ovin a un effectif de 19,6 millions de têtes, ensuite le caprin avec 3,7 millions de têtes. Quant aux bovins, ils comptent 1.6 million de têtes, et en dernier, le camelin est estimé à 0,3 million de têtes.
Enfin, l’effectif apicole détient 964 026 ruches. Pour le sous-secteur des forêts, une superficie de 34 593 ha de plantation forestière a été réalisée en 2006.
Plusieurs projets de lutte contre la désertification et du développement du pastoralisme ont été engagés. L'État prévoit la régénération de 2 817 194 ha ; la réhabilitation de 25 891 ha par la plantation pastorale dans les zones très arides ; la réalisation de 526 532 m3 de correction torrentielle ; l'irrigation de 22 053 ha par épandage des eaux de crues grâce à la construction de 282 ceds de dérivation ; la réalisation de 631 points d’eau d’abreuvement (djoubs, puits, sources, forages et mares) et la réalisation de 206 253 millions de litres de seguias.

### Ports

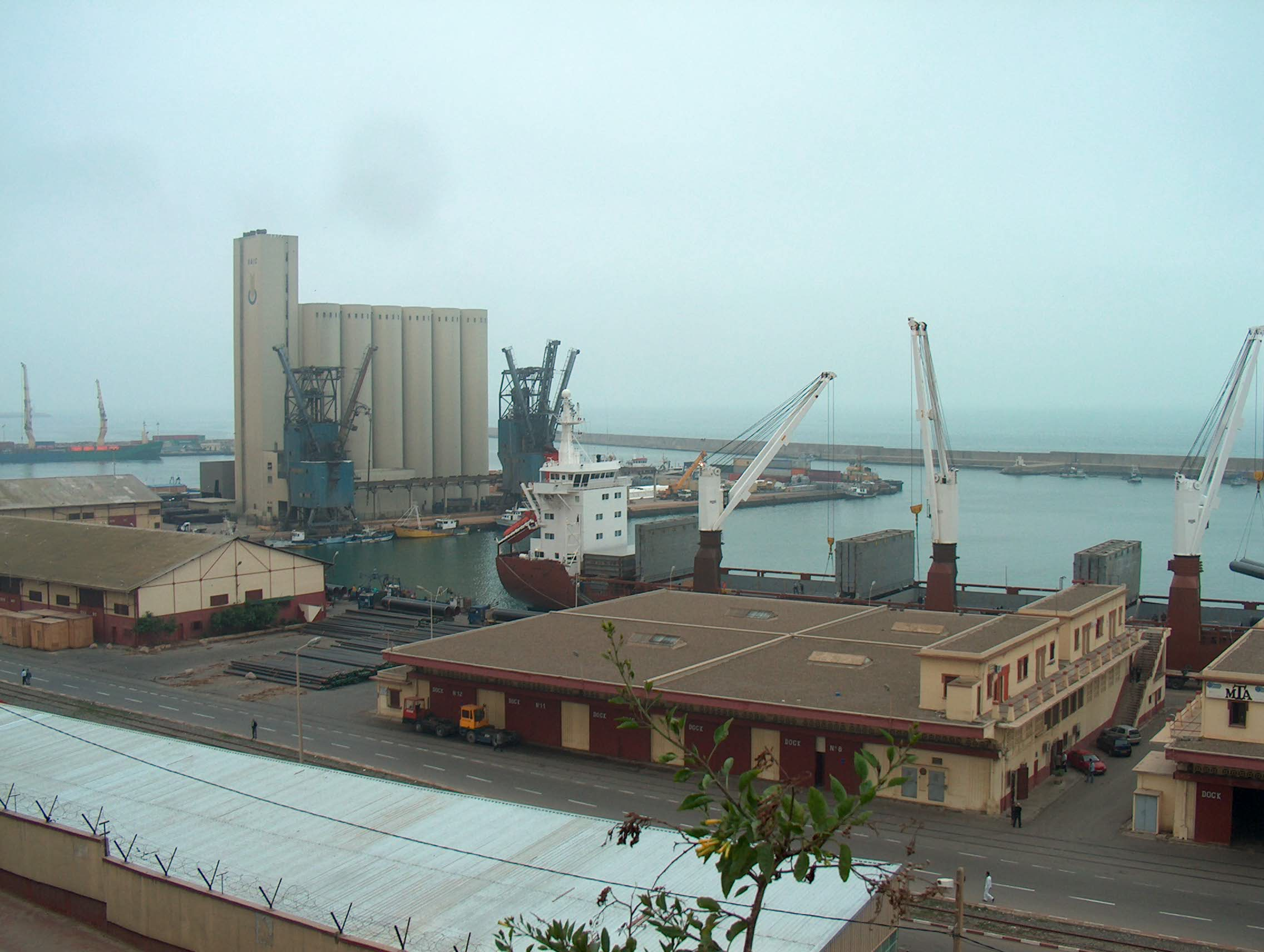
Le port de Mostaganem.

La côte est longue de 2 148 km. 17 ports ont été construits:
- Port d'Alger
- Port de Annaba
- Port d'Arzew
- Port d'Arzew El-Djedid
- Port de Béjaïa
- Port de Beni Saf
- Port de Cherchell
- Port de Collo
- Port de Dellys
- Port de Djen Djen
- Port de Ghazaouet
- Port de Jijel
- Port de Mostaganem
- Port d'Oran
- Port Methanier
- Port de Skikda
- Port de Ténès

## Géographie humaine

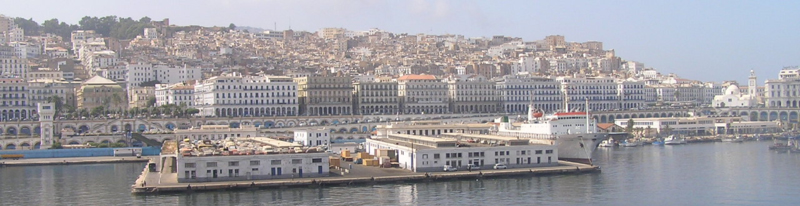
Vue de la wilaya d'Alger.

### Découpage administratif
Sur le plan administratif, l'Algérie est divisée en 58 wilayas. La wilaya constitue une circonscription administrative, sorte de préfecture, dotée d'une assemblée élue, l'Assemblée populaire de wilaya (APW), et placée sous l'autorité d'un wali (préfet) nommé par le président de la République. Elles sont divisées en daïras, lesquelles sont divisées à leur tour en communes (1541). Chaque commune possède sa propre instance délibérante, l'Assemblée populaire communale (APC), qui élit elle-même son président, faisant office de maire. Chaque wilaya et daïra porte le nom de son chef-lieu et a un budget indépendant, collecté au niveau local.

### Démographie
L’Algérie comptait environ 35 millions d'habitants en juillet 2011 avec un taux de croissance annuel de 1,17 %. Environ 90 % des Algériens vivent sur un peu plus de 10 % du territoire, concentrés le long des côtes méditerranéennes. La densité de la population moyenne du pays est de 14 habitants/km2. Cependant, ce chiffre reflète mal une répartition inégale, elle dépasse en effet les 100 habitants/km2 pour les régions du nord, principales régions peuplées de l'Algérie.
La wilaya d'Alger compte 2 988 145 habitants en 2008. L'augmentation  des habitants dans les  villes  est dû à l'exode rural causé principalement par le terrorisme et la situation économique du pays dans les dernières années. Quant aux wilayas du Sud, il est à remarquer que plusieurs habitants du Nord sont installés au Sud, surtout dans les villes d'industrie pétrolière et gazière tel Hassi Messaoud et Hassi R'mel.

### Villes principales

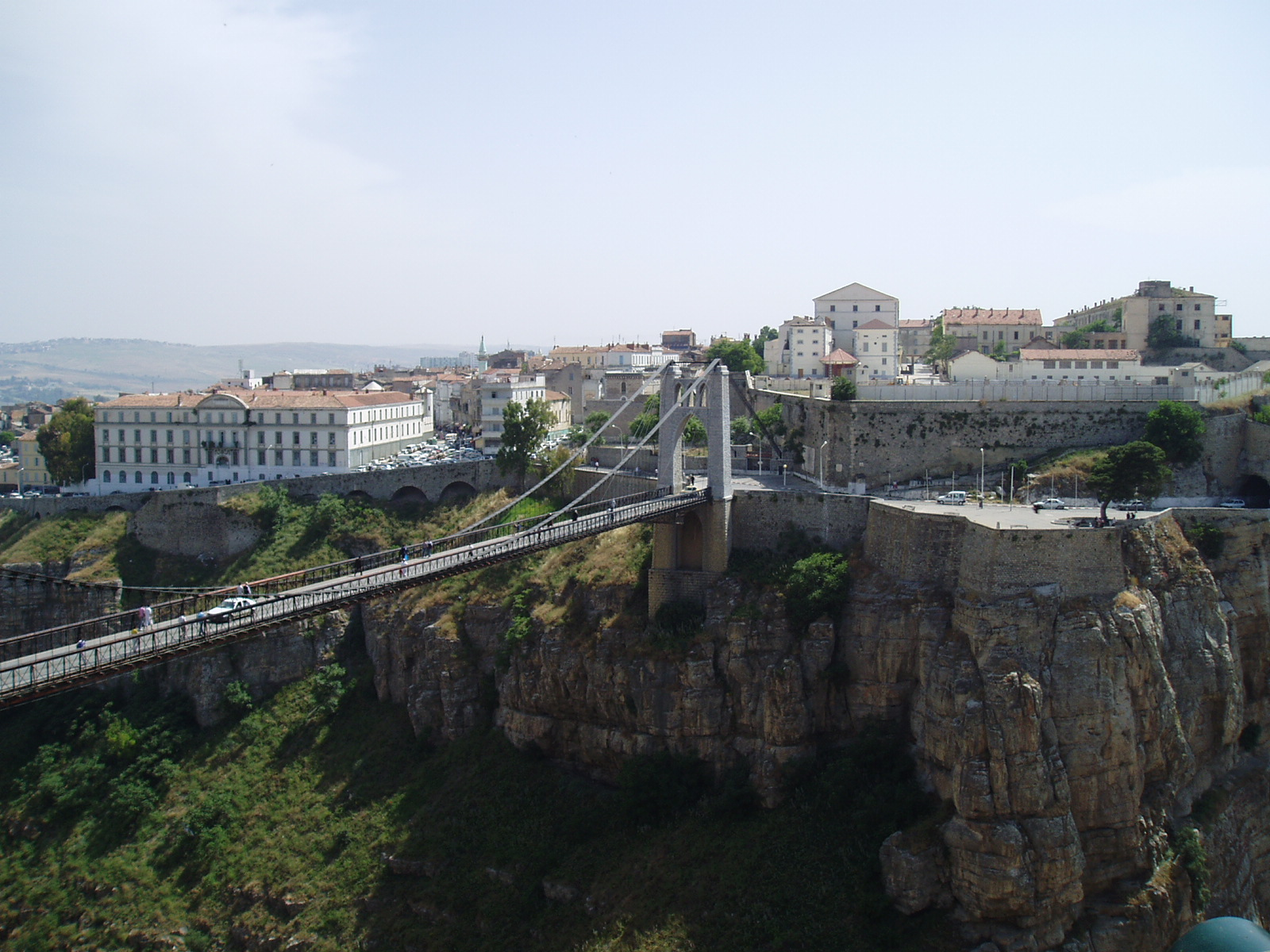
Constantine, pont suspendu, construit au XIXe siècle

Le taux d'urbanisation de l'Algérie avoisine les 60 %, et continue d'augmenter (avec une croissance plus soutenue dans le Sud algérien) en dépit des efforts du gouvernement pour freiner la migration vers les villes. L'Algérie compte plus d'une trentaine d'agglomérations urbaines de plus de 100 000 habitants, presque toutes concentrées dans le nord du pays. La plus grande ville est Alger, mégapole de plus de six millions d'habitants, soit plus du dixième de la population globale, ce qui en fait la première agglomération du Maghreb.
Il y a également parmi les principales villes algériennes, au regard de la population, de l'influence culturelle ou de l'importance économique :
Oran, sur la côte ouest, deuxième ville du pays ; Constantine, important pôle culturel, industriel et universitaire ; Annaba à l'est, ville touristique et économique abritant ArcelorMittal qui est le plus grand complexe sidérurgique d'Afrique ; Batna, ville industrielle commerciale et culturelle, capitale des Aurès ; Sétif, ville industrielle et universitaire, capitale des Hauts plateaux ; Tlemcen, ville culturelle artistique économique et industrielle ;Blida, ville culturelle et industrielle ; Chlef, ville culturelle et industrielle ; Skikda a un important port et c'est une ville  touristique et industrielle ; Sidi-Bel-Abbès, ville commerciale et industrielle ; Djelfa, ville culturelle et touristique ; Biskra, ville culturelle et industrielle, capitale du Ziban ; Tiaret, ville culturelle  et touristique; Béjaïa, une ville  touristique et industrielle abritant le plus important port pétrolier et commercial méditerranéen ; Mostaganem, ville industrielle; Tébessa, ville commerciale et touristique ; Ouargla, capitale des Oasis ; Tizi Ouzou, capitale de la Haute Kabylie ; Tamanghasset, capitale du Hoggar ; Ghardaïa, ville touristique et capitale du Mzab ; etc.